# Olga Boczar
Olga Boczar (ur. 1989 w Krośnie) – polska wokalistka jazzowa, flecistka, kompozytorka, autorka tekstów, pedagog. 

## Życiorys
Absolwentka Wokalistyki Jazzowej Akademii Muzycznej w Katowicach. W 2012 roku stworzyła projekt Olga Boczar Music Essence. Od października 2015 roku jest nauczycielem akademickim o specjalności „Jazz i Muzyka Rozrywkowa” Wydziału Muzyki Uniwersytetu Rzeszowskiego. W 2017 roku obroniła pracę doktorską na Wydziale Wokalno-Aktorskim Uniwersytetu Muzycznego Fryderyka Chopina. W kwietniu 2015 ukazał się jej debiutancki album pt. Little Inspirations, za który artystka została nominowana do nagrody Fryderyka 2016.

## Olga Boczar Music Essence
- Olga Boczar
- Jan Smoczyński
- Andrzej Gondek
- Wojciech Pulcyn
- Paweł Dobrowolski

## Dyskografia

### Albumy
- 2015: Little Inspirations
- 2018: Tęskno mi tęskno

### Single
- 2015: „Oda do zieleni”
- 2018: „Modlitwa”